# Labège
Labège är en kommun i departementet Haute-Garonne i regionen Occitanien i södra Frankrike. Kommunen ligger i kantonen Castanet-Tolosan som tillhör arrondissementet Toulouse. År 2022 hade Labège 4 316 invånare.

## Befolkningsutveckling
Antalet invånare i kommunen Labège
Referens:INSEE

## Monument

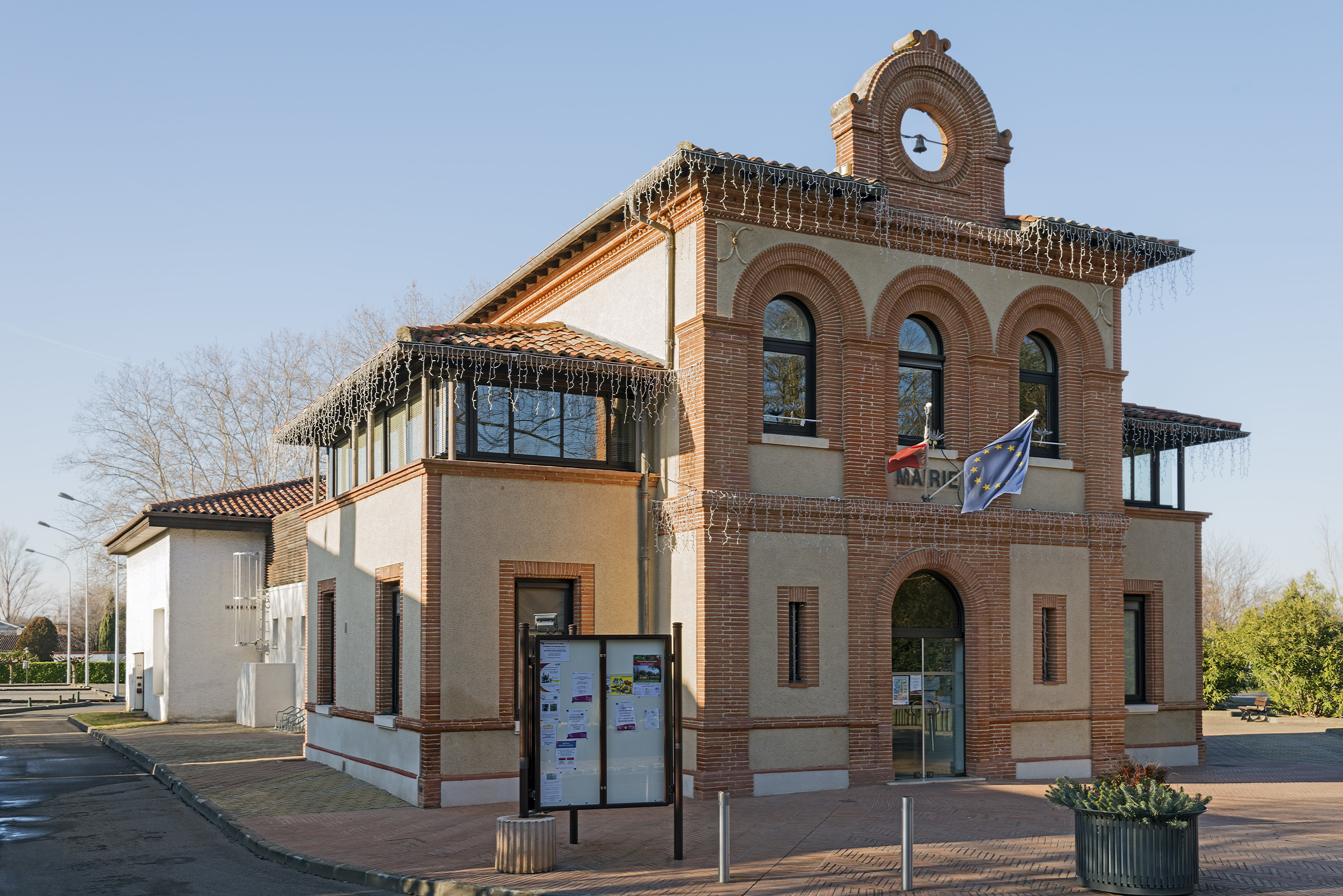
Stadshus
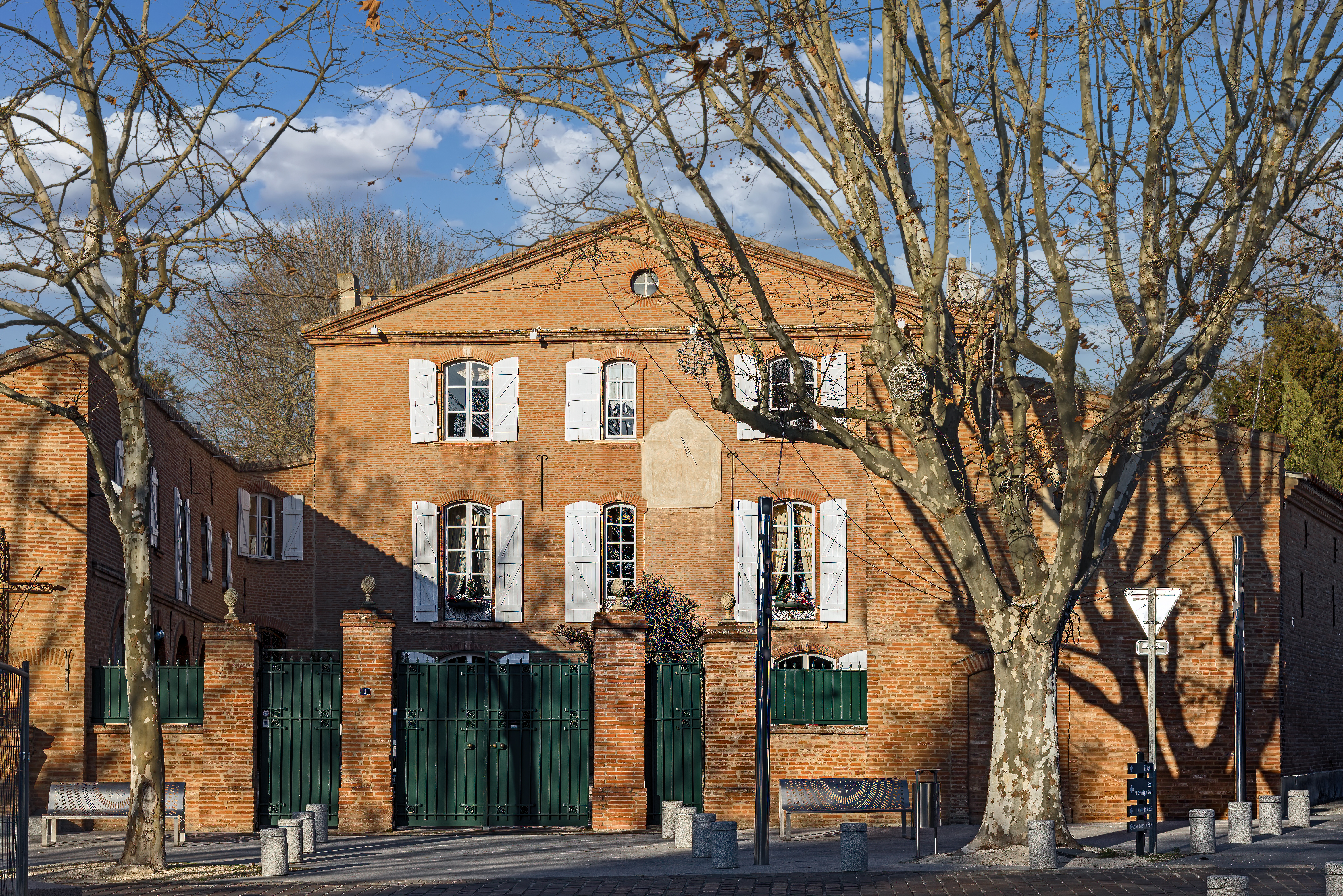
Herrgård
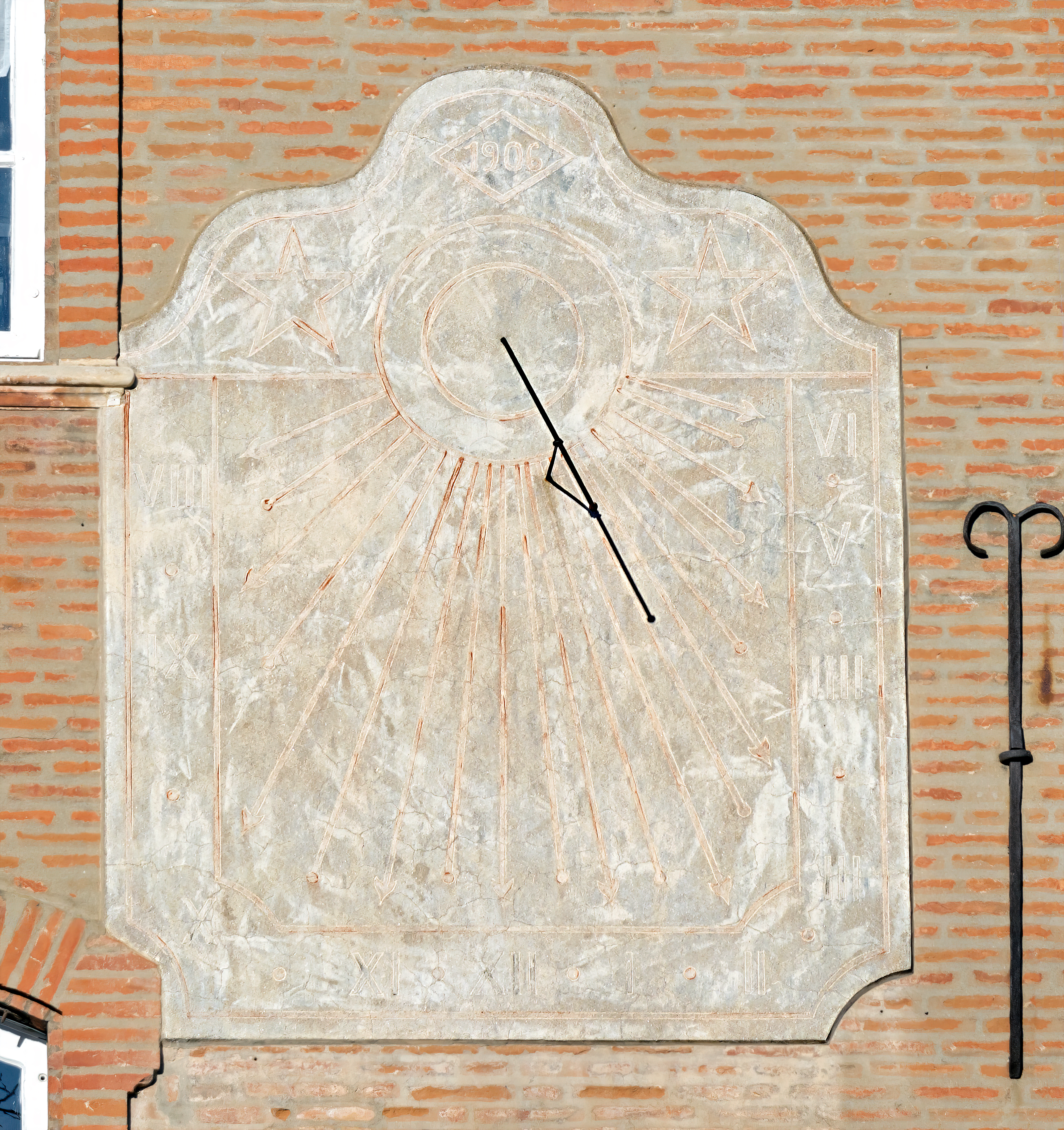
solur 1906
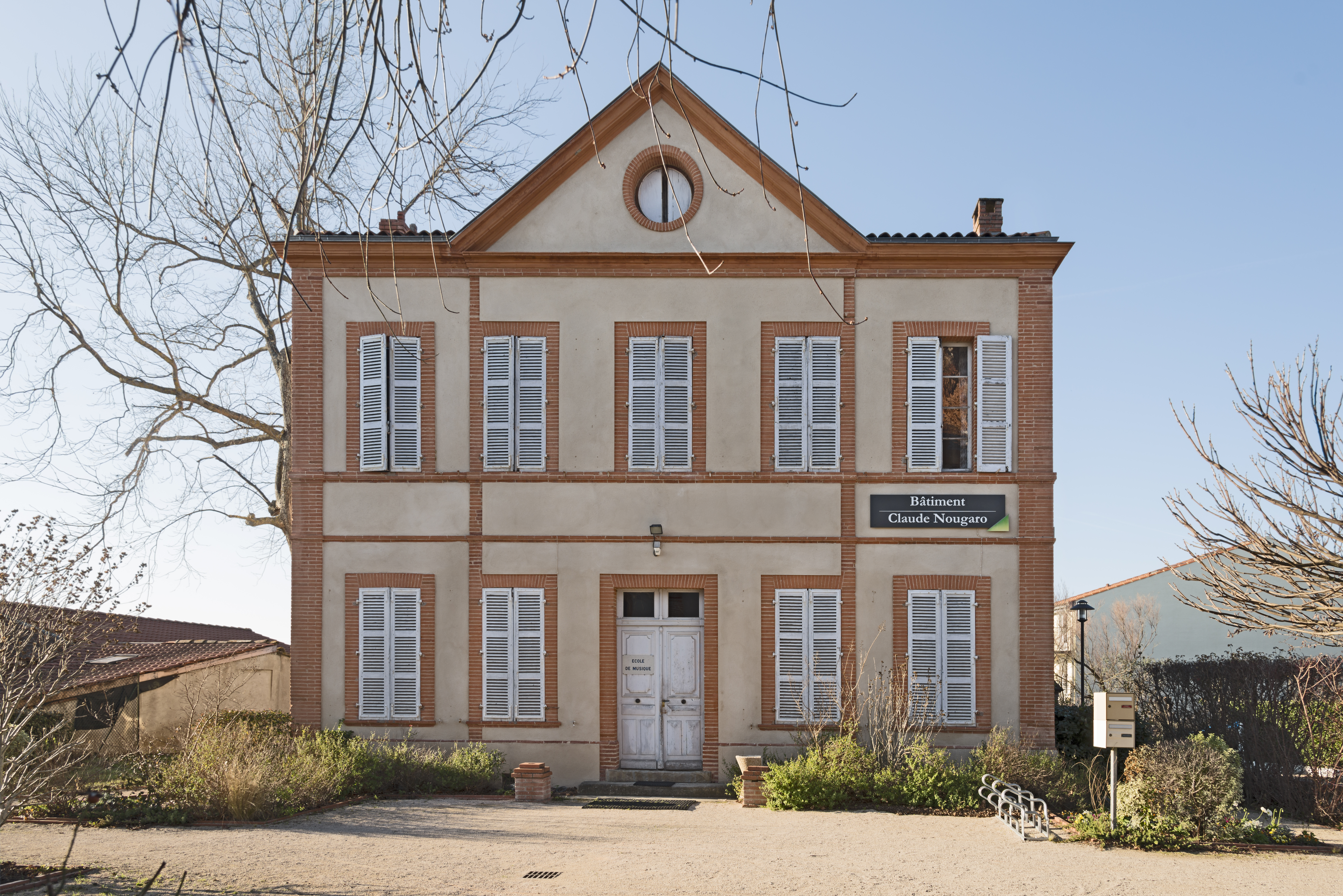
Musikskola Claude Nougaro
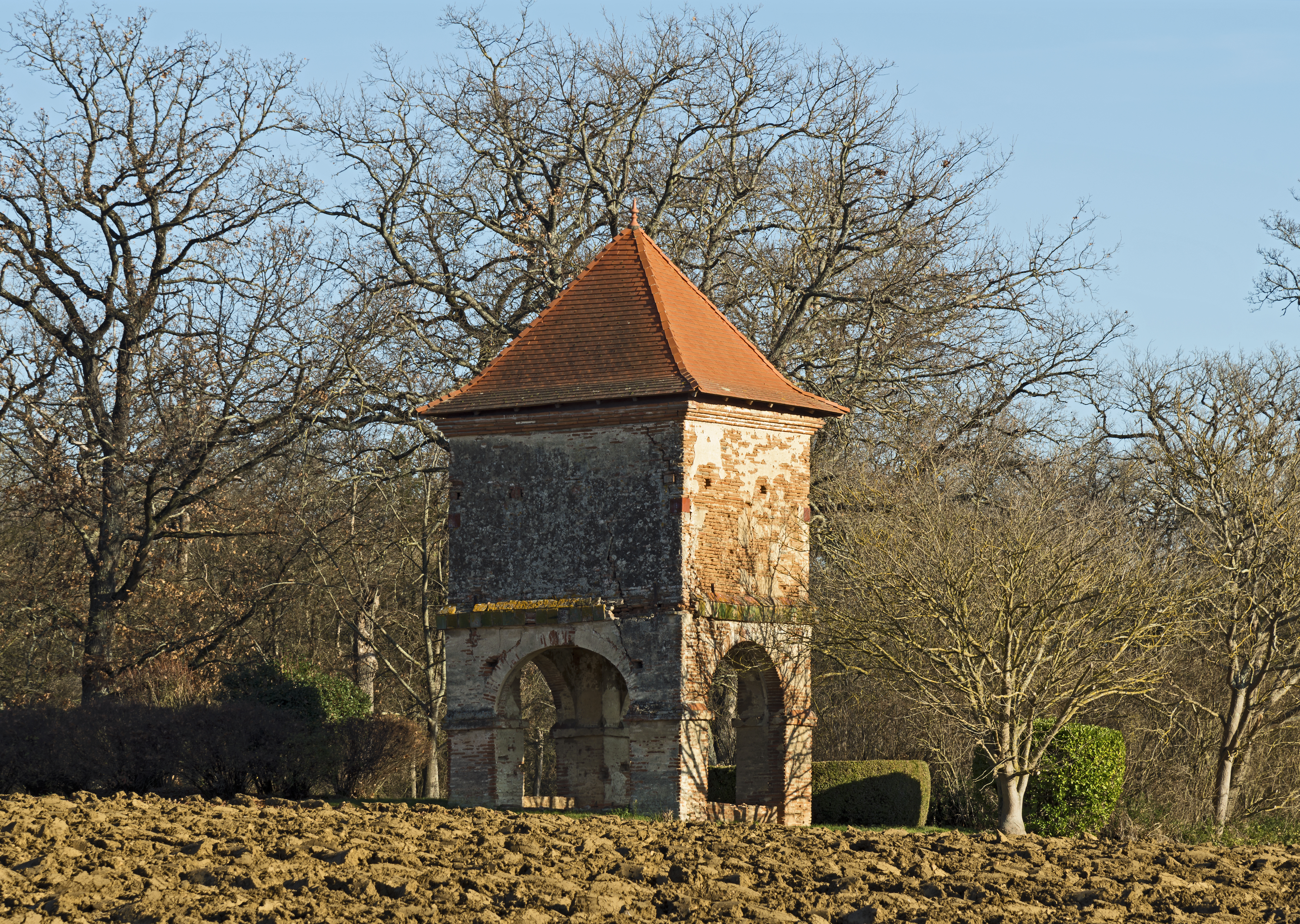
Duvslaget Bouysset.
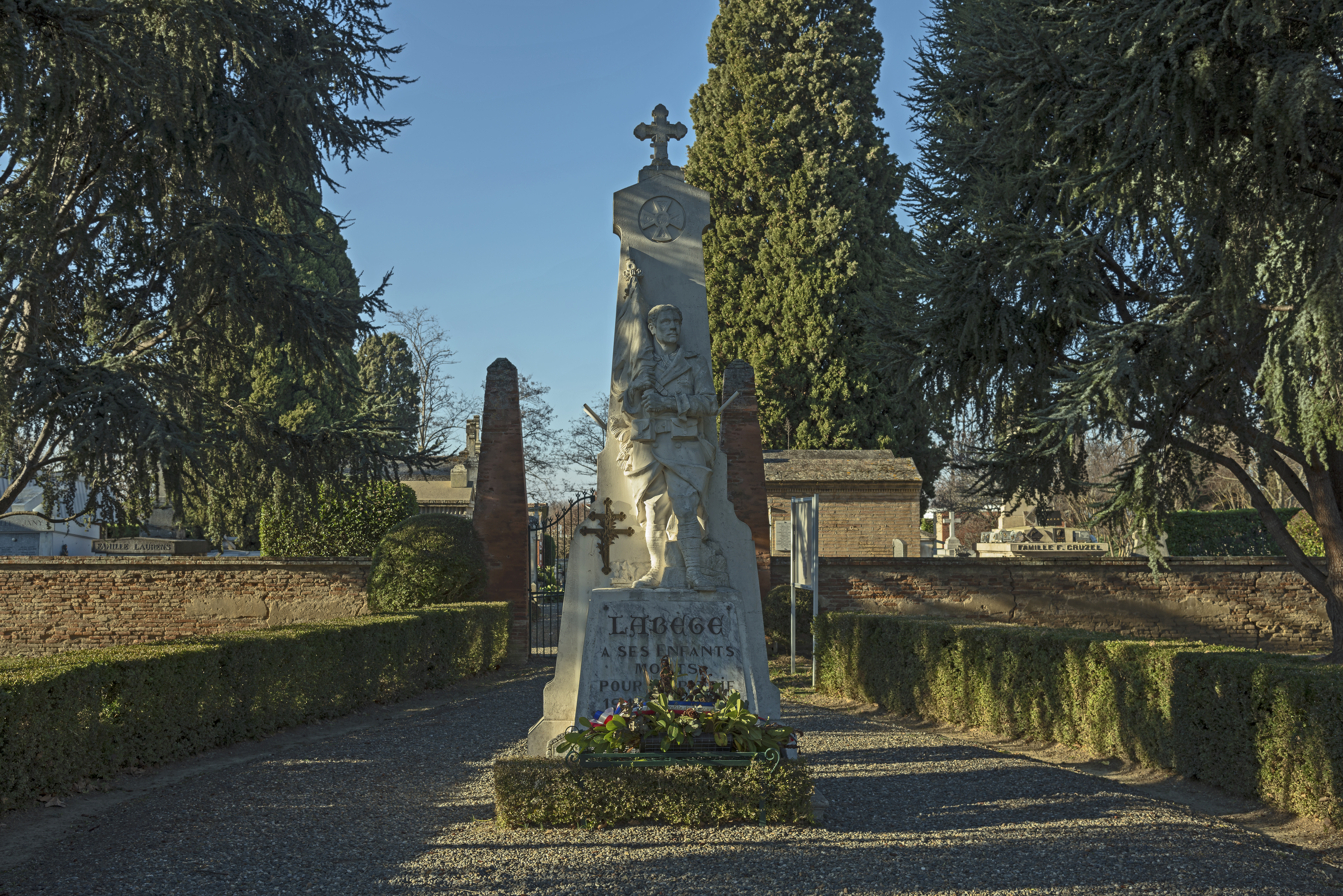
Krigsmonument